# JQuery
(slogan)
jQuery è una libreria JavaScript per applicazioni web, distribuita come software libero, distribuito sotto i termini della Licenza MIT.. Nasce con l'obiettivo di semplificare la selezione, la manipolazione, la gestione degli eventi e l'animazione di elementi DOM in pagine HTML, nonché semplificare l'uso di funzionalità AJAX, la gestione degli eventi e la manipolazione dei CSS.
Le sue caratteristiche permettono agli sviluppatori JavaScript di astrarre le interazioni a basso livello con i contenuti delle pagine HTML. L'approccio di tipo modulare di jQuery consente la creazione semplificata di applicazioni web e contenuti dinamici versatili. Nel 2020, jQuery risulta la libreria JavaScript più utilizzata in Internet, ovvero è presente nel 74,4% dei primi 10 milioni di siti Internet più popolari secondo W3Techs.

## Sviluppo
Pubblicato per la prima volta nel gennaio 2006 da John Resig, è un progetto tuttora attivo e in evoluzione, gestito da un gruppo di sviluppatori guidato da Dave Methvin.
La selezione degli oggetti DOM è basata sul motore chiamato Sizzle, un progetto Open Source derivato da jQuery.

## API
Il framework fornisce metodi e funzioni per gestire al meglio aspetti grafici e strutturali come posizione di elementi, effetto di click su immagini, manipolazione del Document Object Model e altro ancora, mantenendo la compatibilità tra browser diversi e standardizzando gli oggetti messi a disposizione dall'interprete JavaScript del browser.

### Core
Il core di jQuery fornisce:
- I costruttori per l'utilizzo della libreria stessa
  - Per ottenere elementi tramite un selettore (vedere sotto)
  - Per ottenere un elemento referenziandolo come parametro
  - Per creare ex novo un elemento partendo da codice HTML grezzo
- I metodi e le proprietà per accedere agli elementi contenuti in un oggetto jQuery
  - Per conoscere il numero di elementi (funzione size() oppure proprietà length)
  - Per iterare ogni elemento (funzione each())
  - Per conoscere il selettore utilizzato o l'elemento DOM referenziato (proprietà selector o context)
  - Per ottenere e manipolare elementi nativi (funzioni get() e index())
- I metodi per creare e utilizzare liste e code (di oggetti e funzioni)
- I metodi per estendere il framework mediante plugin (funzione extend() e fn.extend())
- I metodi per eseguire animazioni mediante le funzioni show(), hide() e animate()

### Selettori
I selettori sono gli strumenti utilizzati per ottenere l'accesso agli elementi HTML della pagina, utilizzando la stessa sintassi dei selettori Cascading Style Sheet, ovvero:
- Per selezionare un elemento in base al suo id (#immagine_24)
- Per selezionare uno o più elementi in base alla classe (.thumb oppure div.modale oppure .class1.subclass)
- Per selezionare in modo gerarchico, mediante l'utilizzo di parole chiave come ancestor, sibling, prev e altre
- Per selezionare in base a pseudo-classi (:first, :last, :not, ecc.)
- Per selezionare in base ad attributi o contenuti (:contain, :has, :hidden, [type="text"], ecc.)

### Attributi
Gli attributi sono ottenuti o modificati in maniera diversa a seconda del browser; jQuery aiuta lo sviluppatore offrendo un'unica funzione di frontend valida sia come getter (ottenere un valore), sia come setter (impostare un valore), a seconda che sia specificato o no un parametro:
- Metodo per gli attributi generici (attr())
- Metodi per le classi
  - Per conoscere se un elemento appartiene ad una specifica classe (hasClass())
  - Per impostare o rimuovere una classe (addClass(), removeClass() e lo switch toggleClass())
- Metodi per il contenuto
  - Per il codice HTML, come la proprietà innerHTML (html())
  - Per il contenuto testuale (text())
  - Per il valore, solitamente per i campi di un form, che siano campi testuali, campi multiriga, liste dropdown o checkbox (val())

### DOM Traversing
Per risalire a elementi padre, figli, per i nodi foglia o per elementi successivi, il framework propone numerosi metodi e funzioni per attraversare e scorrere il DOM del documento.

### Manipolazione
La manipolazione del DOM è semplificata da numerosi metodi:
- Per aggiungere e rimuovere elementi alla pagina, o in una posizione specifica
- Per sostituire elementi, o per circondarli con del nuovo contenuto
- Per eliminare tutti gli elementi contenuti in un certo nodo, o per copiarli

### CSS
Per controllare lo stile degli elementi, in maniera semplificata e standardizzata. Sono forniti i metodi:
- Per cambiare, rimuovere o aggiungere proprietà grafiche di tutti gli elementi selezionati
- Per ottenere e sostituire velocemente proprietà solitamente difficili da manipolare
  - Lo scroll di pagina o di un elemento
  - Le dimensioni (height() e width())
  - Le dimensioni interne (escludendo quindi il margine)
  - L'offset rispetto ai bordi

### Eventi
Il framework riconosce gli oggetti di tipo event e provvede a modificare le loro proprietà rendendoli uniformi, semplificando la loro gestione, la loro propagazione, e fornendo un'utile modalità per impedire al browser di continuare l'esecuzione (ad esempio sulla onclick di un link).
L'assegnazione di eventi quali click, load, mouseover è gestita in maniera efficace e non invadente.

### Effetti bidimensionali

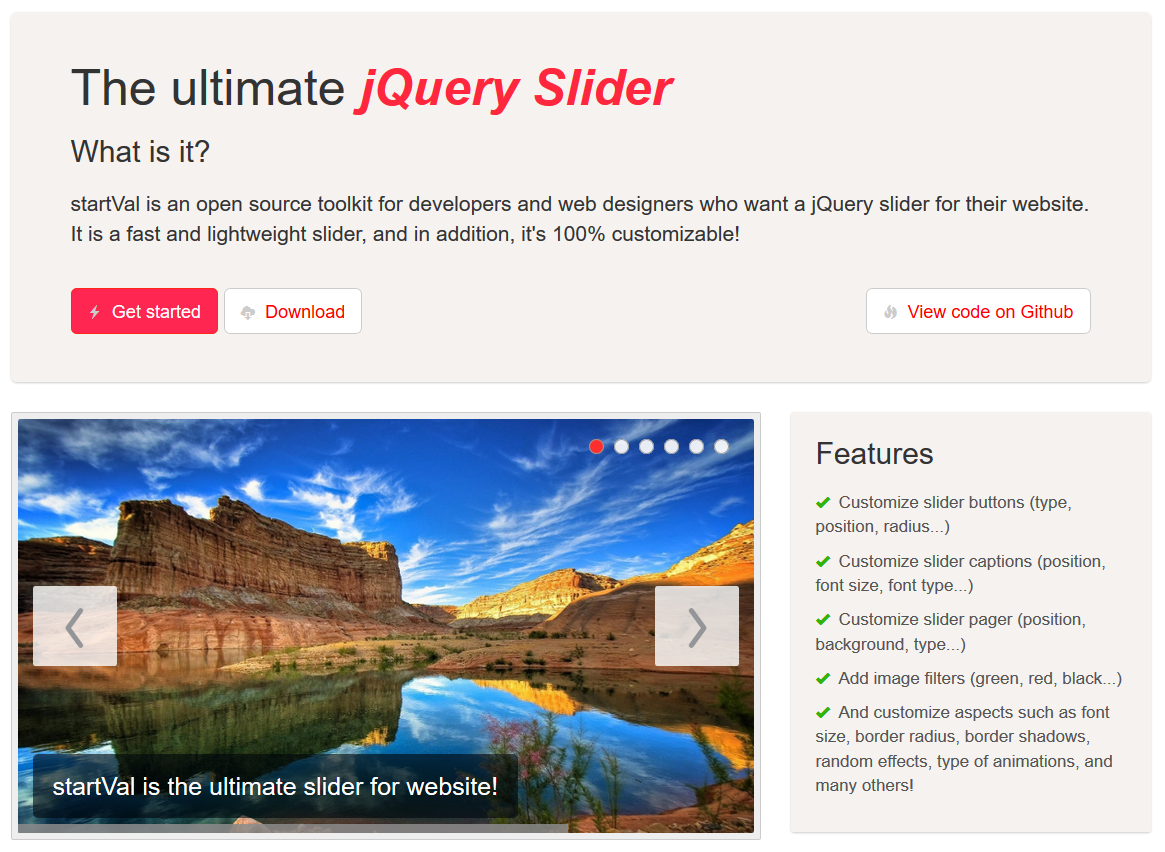
Esempio di slider JQuery

Gli effetti messi a disposizione dal framework, servono a manipolare la visibilità degli elementi selezionati. È possibile mostrarli o nasconderli con vari effetti, tra i quali:
- Effetto fading, la dissolvenza in entrata o uscita
- Effetto sliding, l'effetto scivolata
- Nascondimento o visualizzazione piatta

È possibile definire facilmente effetti personalizzati specificando la proprietà CSS da manipolare (per esempio: altezza, bordo e altro), come è pure possibile specificare la durata dell'effetto e una funzione di callback da eseguire dopo l'animazione.

### Effetti tridimensionali
Con JQuery si possono creare visite virtuali e alcuni effetti che simulano il web 3D.

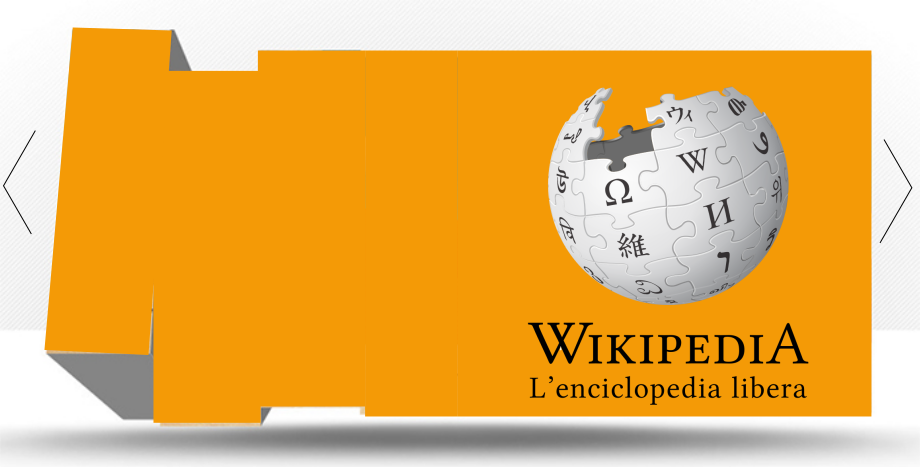
Galleria JQuery con effetto 3D

### AJAX
La gestione delle chiamate asincrone (AJAX) è davvero semplificata, e sono fornite le funzioni:
- Per caricare contenuti dinamicamente
  - Funzione di caricamento semplice
  - Funzione di caricamento di codice HTML con inserimento automatico
- Per eseguire richieste asincrone (con metodo GET/POST)
- Per l'interazione con JavaScript
  - Funzione per caricare un oggetto JSON
  - Funzione per caricare un file JavaScript remoto ed eseguirlo automaticamente

Anche gli eventi AJAX sono gestibili in modo semplificato, per il completamento dei form di immissione, la gestione degli errori e l'invio dei dati.

### Utilità
La libreria fornisce scorciatoie per gestire vettori, per la manipolazione di stringhe e per il riconoscimento di browser e oggetti/funzioni.

## Caratteristiche
L'oggetto principale, di nome jQuery, è genericamente utilizzato tramite il suo alias, il carattere $, per mantenere uniformità con la libreria Prototype.
```
// Tutti i link

var
 
l1
 
=
 
jQuery
(
'a'
);

var
 
l2
 
=
 
$
(
'a'
);

// l1 e l2 sono oggetti diversi

// ma il loro contenuto è identico

```

I selettori, in jQuery, utilizzano la sintassi dei selettori css; sono quindi concatenabili e molto precisi nel restituire gli elementi voluti.
```
// Ritorna tutte le immagini di classe class1 e/o class3

$
(
'img.class1,img.class3'
);

```

Concatenazione del codice (chainability); quasi ogni metodo restituisce lo stesso oggetto jQuery dal quale è stata chiamato. Grazie a questo, il codice è molto più leggibile.
```
var
 
links
 
=
 
$
(
'a'
);

links
.
css
(
 
'color'
,
 
'red'
 
);

links
.
css
(
 
'width'
,
 
'150px'
 
);

links
.
show
(
 
1000
 
);

links
.
click
(
 
function
 
()
 
{

	
alert
(
 
'clicked!'
 
);

}
 
);

```

Può essere riscritta come segue
```
$
(
"a"
).
css
(
 
{
 
color
:
 
'red'
,
 
width
:
 
'150px'
 
}
 
)

      
.
show
(
 
'1000'
 
)

      
.
click
(
 
function
 
()
 
{

      	
alert
(
 
'clicked!'
 
);

      
}
 
);

```

La libreria non collide con altri framework quali Prototype, MooTools, o YUI, e può essere pertanto utilizzata assieme ad esse.
jQuery vanta una discreta varietà di plugin che ne estendono le funzionalità. Fra i plugin ufficiali vi è JQuery UI (user interface per jQuery), nato per semplificare ed uniformare la gestione di un'interfaccia grafica composta da temi, widget, animazioni, transizioni, ecc.

## Versioni
| Versione | Versione iniziale | Ultimo aggiornamento      | Dimensioni ridotte (KB) | Note aggiuntive |
| -------- | ----------------- | ------------------------- | ----------------------- | --- |
| 1.0      | 26 agosto 2006    |                           |                         | Prima versione stabile |
| 1.1      | 14 gennaio 2007   |                           |                         | |
| 1.2      | 10 settembre 2007 | 1.2.6                     | 54.5                    | |
| 1.3      | 14 gennaio 2009   | 1.3.2                     | 55.9                    | Sizzle Selector Engine introdotto nel core                                                                                       |
| 1.4      | 14 gennaio 2010   | 1.4.4                     | 76.7                    | |
| 1.5      | 31 gennaio 2011   | 1.5.2                     | 83.9                    | Gestione della richiamata differita, riscrittura del modulo ajax                                                                 |
| 1.6      | 3 maggio 2011     | 1.6.4                     | 89.5                    | Significativi miglioramenti delle prestazioni per le funzioni attr () e val ()                                                   |
| 1.7      | 3 novembre 2011   | 1.7.2 (21 marzo 2012)     | 92.6                    | Nuove API per eventi: .on () e .off (), mentre le vecchie API sono ancora supportate.                                            |
| 1.8      | 9 agosto 2012     | 1.8.3 (13 novembre 2012)  | 91.4                    | Sizzle Selector Engine riscritto, animazioni migliorate e flessibilità $ (html, props).                                          |
| 1.9      | 15 gennaio 2013   | 1.9.1 (4 febbraio 2013)   | 90.5                    | Rimozione di interfacce deprecate e pulizia del codice                                                                           |
| 1.10     | 24 maggio 2013    | 1.10.2 (3 luglio 2013)    | 90.9                    | Correzioni di bug incorporate e differenze segnalate dai cicli beta 1.9 e 2.0                                                    |
| 1.11     | 24 gennaio 2014   | 1.11.3 (28 aprile 2015)   | 93.7                    | |
| 1.12     | 8 gennaio 2016    | 1.12.4 (20 maggio 2016)   | 94.9                    | |
| 2.0      | 18 aprile 2013    | 2.0.3 (3 luglio 2013)     | 81.7                    | Eliminato il supporto di IE 6–8 per i miglioramenti delle prestazioni e la riduzione delle dimensioni dei file                   |
| 2.1      | 24 gennaio 2014   | 2.1.4 (28 aprile 2015)    | 82.4                    | |
| 2.2      | 8 gennaio 2016    | 2.2.4 (20 maggio 2016)    | 83.6                    | |
| 3.0      | 9 giugno 2016     | 3.0.0 (9 giugno 2016)     | 84.3                    | Promesse/A + supporto per Deferreds, $ .ajax e $ .when, .data () compatibile con HTML5                                           |
| 3.1      | 7 luglio 2016     | 3.1.1 (23 settembre 2016) | 84.7                    | jQuery.readyException aggiunta, gli errori del gestore pronto ora non vengono silenziati                                         |
| 3.2      | 16 marzo 2017     | 3.2.1 (20 marzo 2017)     | 84.6                    | Aggiunto supporto per il recupero dei contenuti degli elementi<template>e deprecazione di alcuni vecchi metodi.                  |
| 3.3      | 19 gennaio 2018   | 3.3.1 (20 gennaio 2018)   | 84.9                    | Deprecazione di vecchie funzioni, le funzioni che accettano le classi ora le supportano anche in formato array.                  |
| 3.4      | 10 aprile 2019    | 3.4.1 (1 maggio 2019)     | 86.1                    | Miglioramenti delle prestazioni noncee supporto nomodule, correzioni per elementi radio, una correzione minore per la sicurezza. |
| 3.5      | 10 aprile 2020    | 3.5.1 (4 maggio 2020)     | 87.4                    | Correzioni di sicurezza .even()e .odd()metodi jQuery.trimdeprecati                                                               |
| 3.6      | 2 marzo 2021      | 3.6.0 (2 marzo 2021)      | 90                      | Correzioni di bug e miglioramenti                                                                                                |

## Alternative
Diversi articoli hanno fatto notare come, sebbene jQuery fosse una libreria indispensabile per svolgere determinati compiti con JavaScript, con le versioni più recenti di JavaScript e dei browser, le funzionalità di jQuery sono diventate funzionalità standard di JavaScript.
Nel corso degli anni è nato Vanilla JS, un finto framework JavaScript, il cui scopo è promuovere l'uso di JavaScript senza framework.
Con la nascita di HTML 5 e CSS 3 alcune possibilità come la creazione di gallerie d'immagini, effetti e menu a tendina sono fattibili senza l'utilizzo di JQuery e/o JQuery UI e/o Ajax, cosa che con HTML 4 e CSS 2 era spesso impossibile fare.

## Esempi di uso JQuery

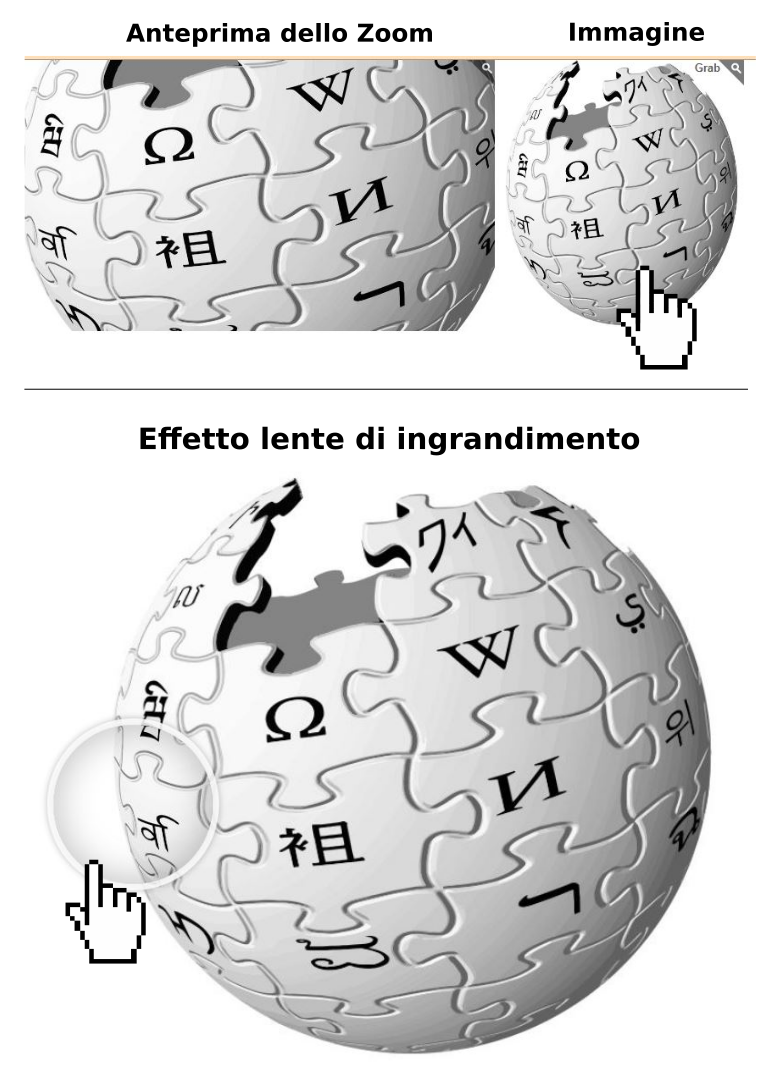
Effetto Zoom JQuery al passaggio del mouse su un'immagine
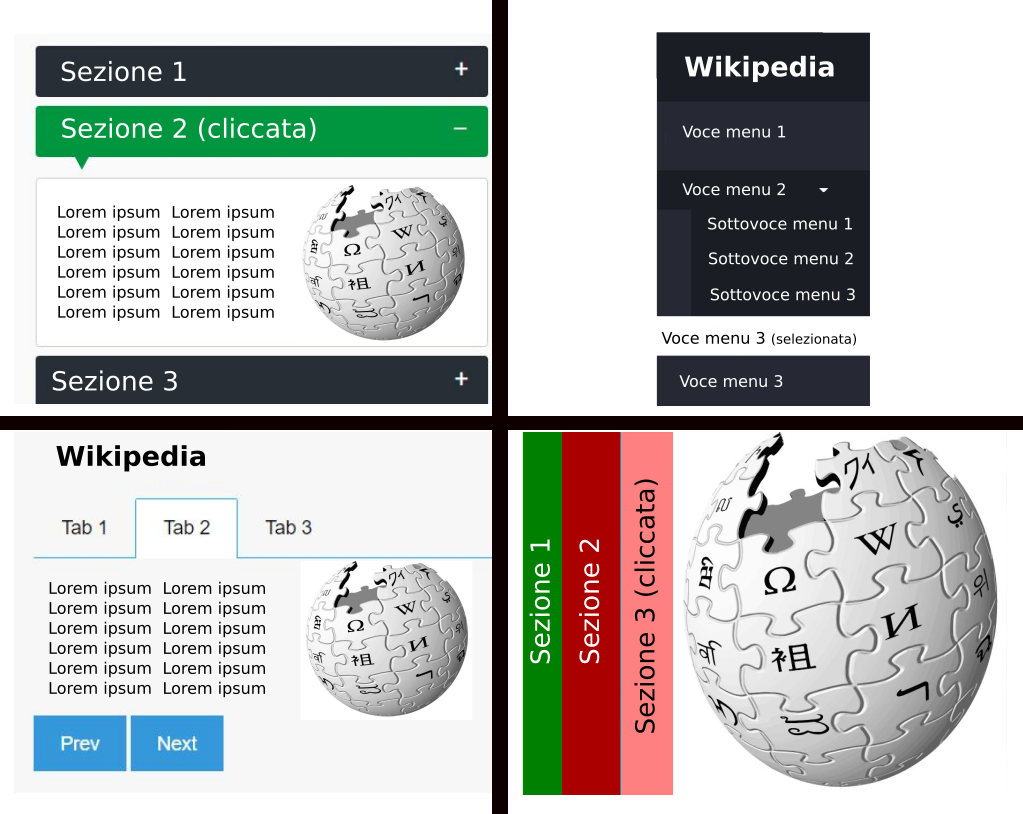
Effetti JQuery accordion e tab
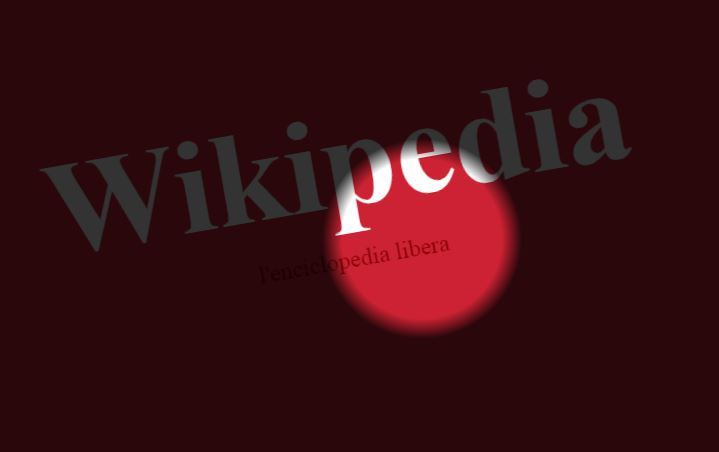
Effetto JQuery "spotlight" al passaggio del mouse